# Dr. August Oetker KG
Dr. August Oetker KG er holdingselskab for Oetker-Gruppe og har hovedkvarter i Bielefeld. Den familieejede koncern driver en diversificeret virksomhed med over 350 datterselskaber indenfor fødevarer, drikkevarer, finans og hotel. I 2021 havde de en omsætning på 7,41 mia. euro og beskæftigede 46.400 ansatte. De væsentligste datterselskaber er fødevareproducenten Dr. Oetker og bryggerikoncernen Radeberger Gruppe.
I januar 1891 overtog August Oetker det Aschoff’sche Apotek (I Bielefeld).